# Pere Ricart i Biot
Pere Ricart i Biot   (Barcelona, 1911 - 1979) fou un arquitecte, atleta i dirigent esportiu català.

## Biografia
Com a atleta va guanyar el Campionat de Catalunya cinc vegades en el llançament de disc, una en el llançament de pes i una en el llançament de martell entre 1934 i 1945, i va ser campió d'Espanya de llançament de martell el 1941. Va presidir la Federació Catalana d'Atletisme entre el desembre de 1947 i el de setembre de 1949 moment en què va dimitir quan encara no havia complert dos anys de mandat en solidaritat amb el president de la Federació Espanyola, Joaquín Agulla, que també havia dimitit. El 1960 va arribar a la presidència del Club de Futbol Júnior, que el 1959 havia estat desnonat de les instal·lacions que tenia a Barcelona, i el 1961 en va inaugurar unes de noves a Sant Cugat del Vallès. La presidència del Júnior, que tenia una important secció d'hoquei herba, el va portar el 1960 a la Federació Catalana d'Hockey, primer com a àrbitre i responsable del Comitè de Competició i més tard com a vocal d'instal·lacions esportives i vicepresident. Durant els anys seixanta va ser vocal de la junta directiva del Reial Club de Tennis Barcelona.

## Palmarès
Campionat de Catalunya
- Llançament de disc: 1936, 1940, 1941, 1942, 1945
- Llançament de pes: 1934
- Llançament de martell: 1941

Campionat d'Espanya
- Llançament de martell: 1941